# Nageliella
Nageliella é um género botânico pertencente à família das orquídeas (Orchidaceae).